# Историја Турске
Турци су на данашњи простор стигли из средње Азије и сместили се у средишту Мале Азије: Анадолској висоравни. Били су тамо вековима пре него што су освојили друге делове Анадолије, запосели Истанбул и напредовали према Европи, Африци и Азији стварајући царство. Мала Азија је мост између Азије и Европе којим су се кретали многи мигранти. У периоду од преко две хиљаде година овде су живели представници многих цивилизација – Хетити, грчки Фригијци, Лидијанци, Исаурианци, Каподокијанци и Византинци итд.